# هستی‌شناسی اجتماعی
هستی‌شناسی اجتماعی(به انگلیسی Social Ontology)مطالعه ماهیت و ویژگی‌های دنیای اجتماعی است. دغدغه آن تحلیل هستارهای مختلفی است که از تعاملات اجتماعی برمی‌خیزند.
از جمله موضوعاتی که در هستی‌شناسی اجتماعی مطرح است عبارت است از:
- شناخت اجتماعی:یک مجموعه چگونه می‌تواند اندیشه، عقیده یا نقشه داشته باشد؟ کنش بنگاه یا جمعی چیست؟ و آیا افراد منفرد ذهنیت اجتماعی دارند؟
- گونه‌های اجتماعی:ماهیت طبقه‌بندی‌های اجتماعی چیست؟ مثلاً نژاد و جنسیت چیست؟ آیا این‌ها ویژگی‌های دنیای طبیعی هستند؟ یا برساخت‌های اجتماعی هستند؟ برساخت اجتماعی بودن یک گونه چه معنایی دارد؟
- گروه‌ها و جمع‌ها: گروه اجتماعی چیست؟ آیا گروه‌ها وجود دارند؟ اگر وجود دارند چه نوع هستارهایی هستند و چگونه خلق می‌شوند؟ آیا گروه‌ها از افرادی که آن‌ها را می‌سازند متمایز هستند؟ آیا گروه‌ها اشیای انتزاعی یا انضمامی هستند؟ و آیا گروه‌های پایه متفاوت وجود دارند؟ آیا گروه اجتماعی از مجموعه افرادی که اعضایش هستند متمایز است؟ اگر چنین است چه تفاوتی میانشان هست؟ گروه‌های اجتماعی چه ویژگی‌هایی دارند. آیا می‌توانند عقیده یا قصد داشته باشند؟ و اگر چنین است گروه چگونه اعتقاد یا قصد دارد یا عمل می‌کند؟[۱]
- توافقات و قراردادها: توافقات، قراردادها و دیگر راه‌های هماهنگی جوامع چیست؟ دستاورد توافقات و قراردادها چیست؟ هستارهای مرتبط از قبیل قراردادها و قول‌ها چگونه خلق می‌شوند.
- قانون:ماهیت قانون و نهادهای حقوقی چیست؟ قانون چگونه با کردار اجتماعی و هنجارهای اخلاقی مرتبط می‌شود؟
- ماهیت انواع خاص هستارهای اجتماعی: قوانین، مصنوعات، هستارهای اقتصادی (مثلاً پول، تراکنش، بنگاه)، هستارهای جغرافیایی و سیاسی (مثلاً نظام‌ها، ملت‌ها، مرزها)، هستارهای اجتماعی-قانونی (مثلاً ازدواج، مال)، نهادها و سازمان‌ها، ساختارهای اجتماعی، هستارهای زبان‌شناسانه و زبانی

## هستی‌شناسی اجتماعی در متفکران گوناگون

### هستی‌شناسی اجتماعی در تفکر مرتضی مطهری
طبق دیدگاه مرتضی مطهری از فلسفه اسلامی انسان دارای فطرت است، لذا فقط به دنبال خواسته‌های مادی نیست نیست. همچنین رابطه انسان و ساختار اجتماعی رابطه ای دوجانبه است. زندگی انسان ماهیت اجتماعی دارد و جامعه از نظر مطهری مجموعه‌ای از انسان‌هاست که به خاطر جبر یک مجموعه از نیازها و ذیل مجموعه ای از عقیده‌ها و ایده‌ها در هم ادغام شده‌اند.

## هستی‌شناسی اجتماعی در تفکر تئودور شاتزکی
شاتزکی هستی‌شناسی اجتماعی را به سه دسته تقسیم می‌کند. هستی‌شناسی فردگرا، جامعه گرا و موقعیت گرا.